# Список Народных героев Югославии/Й
В настоящем списке в алфавитном порядке представлены все Народные герои Югославии, чьи фамилии начинаются с буквы «Й» (всего 34 человека). В списке указаны даты присвоения звания и даты жизни Героев.
- Серым цветом в таблице выделены Герои, награждённые орденом Народного героя посмертно.

## Список Народных героев Югославии, фамилии которых начинаются с «Й»
| № п/п | Фото | Фамилия, Имя        | Дата присвоения звания | Годы жизни                        |
| ----- | ---- | ------------------- | ---------------------- | --------------------------------- |
| 443   |      | Йованич, Джёко      | 20 декабря 1951        | 9 октября 1917 — 29 мая 2000      |
| 444   |      | Йованич, Раде       | 24 июля 1953           | 1913—1943                         |
| 445   |      | Йованович, Блажо    | 10 июля 1952           | 28 марта 1907 — 4 февраля 1976    |
| 446   |      | Йованович, Божидар  | 27 ноября 1953         | 1919—1998                         |
| 447   |      | Йованович, Жикица   | 6 июля 1945            | 1914 — 13 марта 1942              |
| 448   |      | Йованович, Здравко  | 6 июля 1953            | 1909 — 3 февраля 1943             |
| 449   |      | Йованович, Иса      | 27 ноября 1953         | 26 апреля 1906 — 1983             |
| 450   |      | Йованович, Йосип    | 27 ноября 1953         | 1917—1942                         |
| 451   |      | Йованович, Мирко    | 27 ноября 1953         | 1923—1977                         |
| 452   |      | Йованович, Мирослав | 6 декабря 1953         | 10 августа 1915 — 4 декабря 1943  |
| 453   |      | Йованович, Петар    | 6 июля 1953            | 1911—1944                         |
| 454   |      | Йованович, Петар    | 20 декабря 1951        | 12 июля 1917 — середина 1943      |
| 455   |      | Йованович, Раде     | 20 декабря 1951        | 1904 — 25 сентября 1941           |
| 456   |      | Йованович, Радивойе | 15 декабря 1949        | 10 ноября 1918 — 22 июня 2000     |
| 457   |      | Йованович, Радован  | 20 декабря 1951        | 1917—1944                         |
| 458   |      | Йованович, Радое    | 10 июля 1951           | 1916—1943                         |
| 459   |      | Йованович, Сава     | 24 июля 1953           | 21 апреля 1926 — май 1944         |
| 460   |      | Йованович, Стеван   | 14 декабря 1949        | 29 мая 1916 — 25 декабря 1941     |
| 461   |      | Йовановский, Илия   | 2 августа 1952         | 1921 — 28 августа 1944            |
| 462   |      | Йович, Ратомир      | 9 октября 1952         | 1915—1944                         |
| 463   |      | Йович, Слободан     | 30 апреля 1946         | 17 апреля 1918 — 28 июля 1944     |
| 464   |      | Йовичевич, Павле    | 7 июля 1953            | 11 сентября 1910 — 13 апреля 1985 |
| 465   |      | Йовичевич, Петар    | 27 ноября 1953         | 1913—1941                         |
| 466   |      | Йовичич, Олга       | 20 декабря 1951        | 1920 — июль 1942                  |
| 467   |      | Йовичич, Ратко      | 27 ноября 1953         | 1919—1991                         |
| 468   |      | Йовович, Десимир    | 7 июля 1953            | 15 февраля 1905 — 10 октября 1985 |
| 469   |      | Йовчевский, Радо    | 8 октября 1953         | 14 августа 1919 — 20 февраля 1943 |
| 470   |      | Йока, Милан         | 20 декабря 1951        | 1922—1991                         |
| 471   |      | Йокич, Марко        | 24 июля 1953           | 1914—1944                         |
| 472   |      | Йоксимович, Саво    | 27 ноября 1953         | 1913—1980                         |
| 473   |      | Йонич, Анте         | 7 августа 1942         | 8 марта 1918 — 5 августа 1942     |
| 474   |      | Йосифовский, Йосиф  | 11 октября 1951        | 2 августа 1915 — 7 ноября 1943    |
| 475   |      | Йосифовский, Кузман | 2 августа 1945         | 23 июня 1915 — 25 февраля 1944    |
| 475   |      | Йоцич, Вера         | 20 декабря 1951        | 1923 — 23 мая 1944                |